# Șanțul sinusului transvers
Șanțurile sinusurilor transverse (Sulcus sinus transversi) sunt două șanțuri largi pe fața endocraniană a solzului osului occipital, situate orizontal și care se îndreaptă lateral și anterior de la protuberanța occipitală internă (Protuberantia occipitalis interna) spre oasele  parietale unde se continuă cu șanțurile sinusului sigmoidian (Sulcus sinus sigmoidei). În aceste șanțuri se află sinusul transvers (Sinus transversus). Pe marginile acestor șanțuri se fixează cortul cerebelului (Tentorium cerebelli). Șanțul din dreapta este de obicei mai larg față de cel din stânga, și se continue cu șanțul sinusului sagital superior.  